# Cais do Mourato

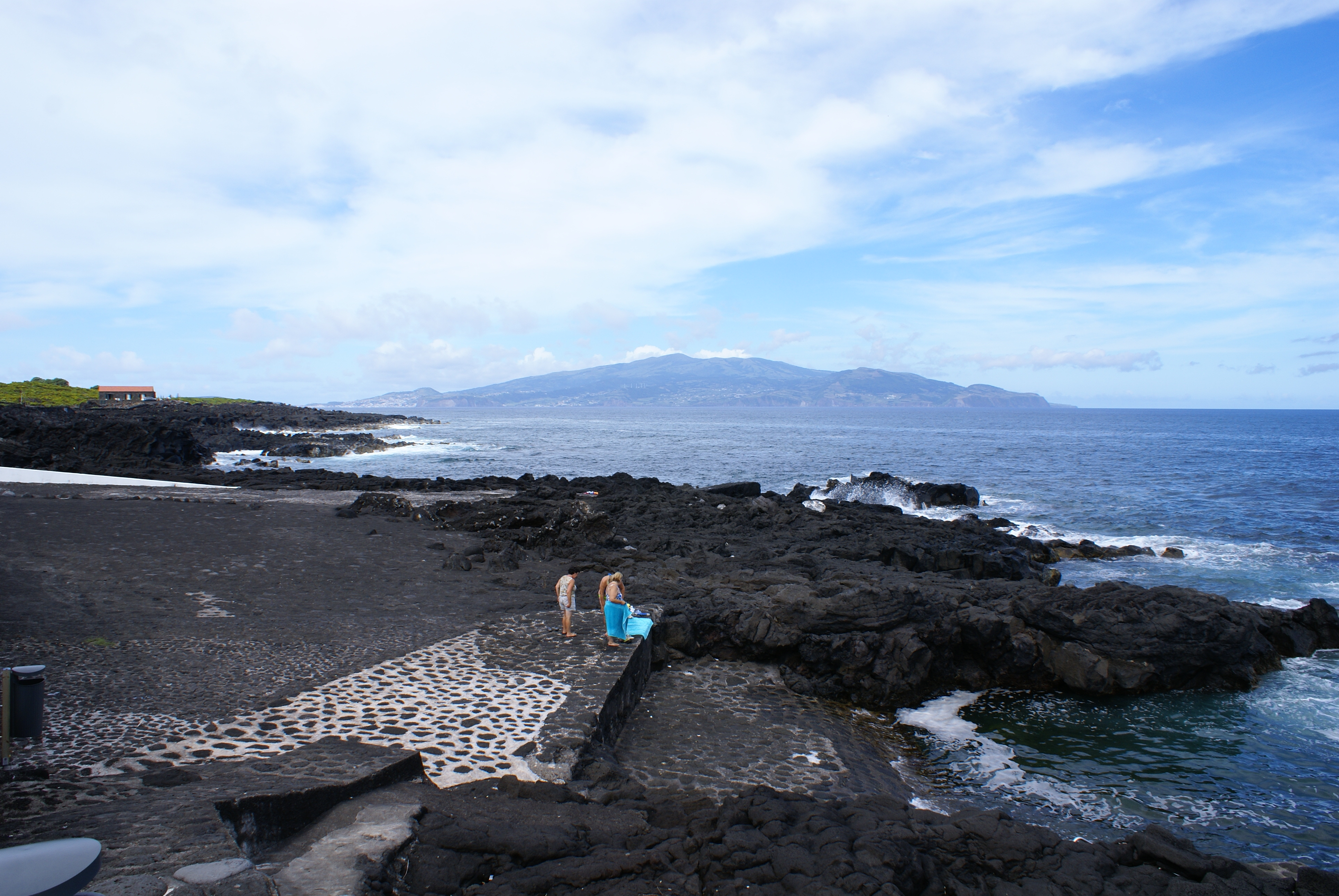
Cais do Mourato, Pico.

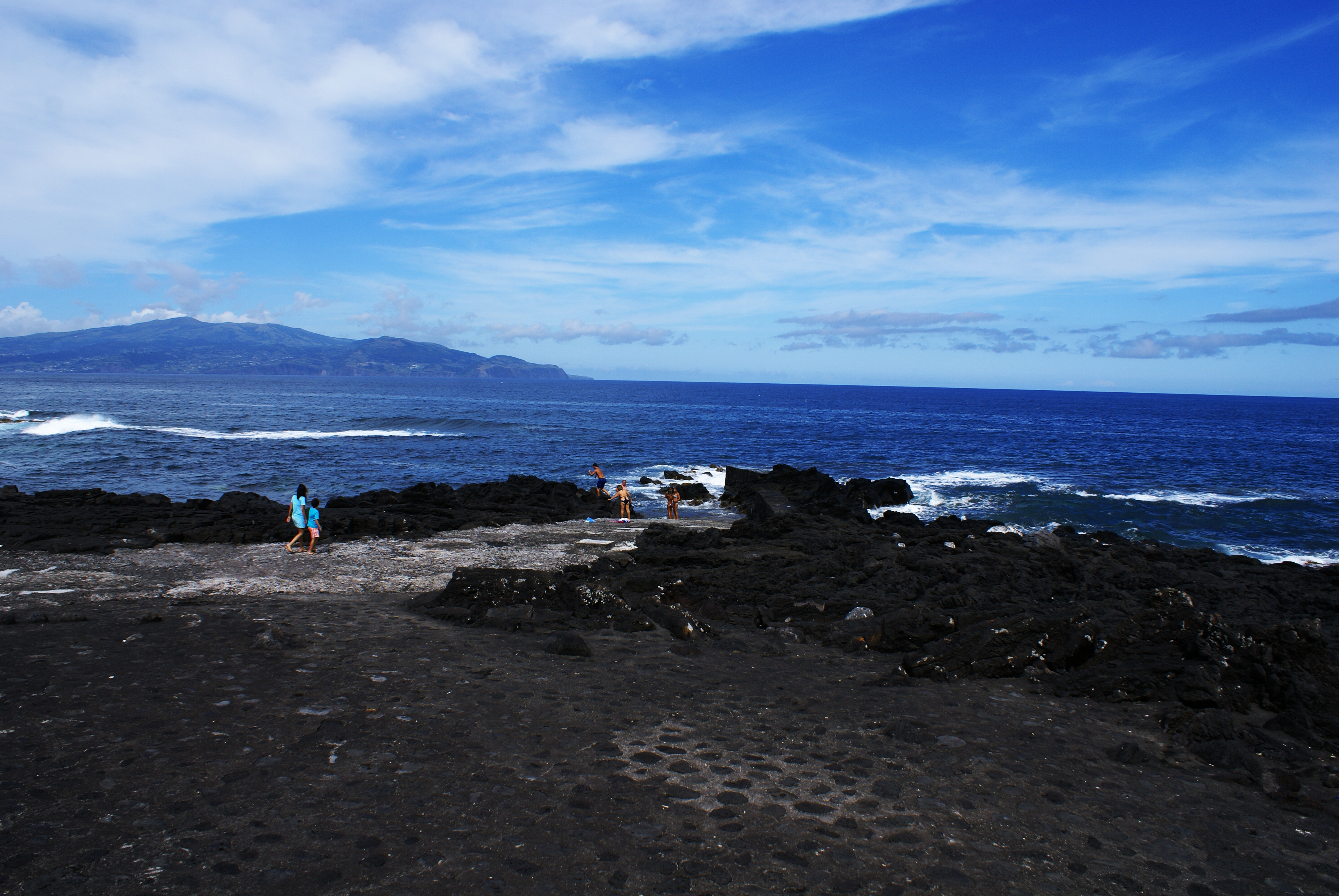
Cais do Mourato, Pico.

O Cais do Mourato localiza-se no lugar do Mourato, na freguesia das Bandeiras, concelho da Madalena do Pico, na ilha do Pico, nos Açores.
Constitui-se num antigo ancoradouro pesqueiro, hoje utilizado como zona balnear de recreio.